# Australian Army Aviation
L'Australian Army Aviation, nota anche con l'abbreviazione AAAvn, è la componente aerea dell'Australian Army, l'esercito dell'Australia.
Il corpo, al quale è deputata la gestione tattica ed organizzativa dei mezzi aerei leggeri in dotazione all'esercito, venne istituito il 1º luglio 1968.

## Storia
Durante i tardi anni quaranta i piloti dell'Australian Army, equipaggiati con velivoli Auster di proprietà della Royal Australian Air Force (RAAF), erano stati distaccati presso le unità RAAF poiché il compito principale dei velivoli leggeri Auster era la cooperazione con l'esercito nell'individuazione dei bersagli per l'artiglieria e la ricognizione aerea per le truppe di terra.
Nel 1951 venne istituito il 16th Air Observation Post, un'unità della RAAF formato da piloti provenienti dal corpo d'artiglieria. A sostegno di questa unità fu creato il 1st Aviation Company con il compito di formare i piloti. Durante questo periodo di formazione i piloti venivano addestrati con piccoli aerei civili. un altro passo per l'indipendenza dell'Army Aviation Corps si ebbe nel dicembre 1960 quando il 16 AOPF venne rinominato in 16th Army Aviation Corps. Tutto il personale fu ricavato da unità dell'esercito ad eccezione del comandante che aveva servito nell'aeronautica. L'unità fu dotata di monomotori Cessna 180 ed elicotteri Bell 47.
Nel 1968 furono introdotti il Pilatus PC-6 ad ala fissa ed il Bell 206 ad ala mobile. Negli anni settanta e ottanta la 16th Army Aviation Light Squadron lavorò a stretto contatto con diversi squadroni della RAAF 5sq (UH 1H), 9sq (UH 1H e S70A),12sq (CH 47C)e 35sq(UH 1H). In seguito, durante la guerra in Vietnam divenne chiaro che l'associazione di questi due corpi creava problemi. Questi problemi non furono risolti fino alla metà del 1989 inizio del 1990 quando fu deciso di consegnare anche alla flotta aerea dell'esercito gli UH 1H e l'S70A. Nel 1995 fu consegnato all'esercito anche il nuovo CHINOOK CH 47D. Recentemente proprio come la RAAF l'aviazione dell'esercito ha molti progetti. Il più importante è il PROJECT AIR 87 che conta un ordine per 22 EUROCOPTER TIGER che sostituiranno i KIOWA e gli UH 1H nei ruoli di ricognizione e supporto alle truppe. Accanto a quest'ordine ne è stato posto un altro per gli elicotteri MRH90, 12 trasporti che sostituiranno i Blackhawks S-70A. Proprio come nel Regno Unito vi è una scuola di elicotterismo in comune con l'aeronautica retta dal 5sq ex RAAF operante con gli AS 350B SQUIRREL.

## Mezzi aerei
Sezione aggiornata annualmente in base al World Air Force di Flightglobal del corrente anno. Tale dossier non contempla UAV, aerei da trasporto VIP ed eventuali incidenti accorsi durante l'anno della sua pubblicazione. Modifiche giornaliere o mensili che potrebbero portare a discordanze nel tipo di modelli in servizio e nel loro numero rispetto a WAF, vengono apportate in base a siti specializzati, periodici mensili e bimestrali. Tali modifiche vengono apportate onde rendere quanto più aggiornata la tabella.
| Aeromobile                | Origine          | Tipo                            | Versione (denominazione locale) | In servizio (2024) | Note | Immagine |
| Elicotteri                |                  |                                 |                                 |                    | |          |
| Boeing CH-47 Chinook      | Stati Uniti      | elicottero da trasporto pesante | CH-47F                          | 14                 | 10 CH-47F consegnati. Ulteriori 4 CH-47F ordinati ad aprile 2021, i primi due dei quali e consegnati il 7 luglio dello stesso anno. Gli ultimi due esemplari (che hanno portato la flotta a 14) sono stati consegnati il 23 giugno 2022. |          |
| Sikorsky UH-60 Black Hawk | Stati Uniti      | elicottero utility              | UH-60M                          | 13                 | 40 UH-60M ordinati il 18 gennaio 2023. Primi tre esemplari consegnati rispettivamente, due il 30 luglio 2023, uno il 4 agosto successivo. |          |
| Boeing AH-64 Apache       | Stati Uniti      | elicotteri d'attacco            | AH-64E                          | 0                  | Il 15 gennaio 2021, il Ministero della Difesa australiano ha annunciato come vincitore del progetto LAND 4503 il Boeing AH-64E Apache Guardian, di cui saranno consegnati 24 esemplari a partire dal 2025. Il 9 maggio 2022, il Ministero della Difesa australiano ha annunciato di aver ordinato 29 AH-64E Apache Guardian, con consegne previste per il 2025. |          |
| Eurocopter Tiger          | Francia Germania | elicotteri d'attacco            | Tiger ARH                       | 22                 | 22 versione ARH ricevuti e tutti in servizio all'aprile 2019. |          |
| Eurocopter EC 135         | Francia          | elicotteri da addestramento     | EC 135-T2+                      | 15                 | 15 EC 135-T2+ ordinati a novembre 2014 e tutti consegnati al novembre del 2016. Ulteriori 5 EC-135T2 presi in leasing pwe 5 anni dal Ministero della Difesa britannico a febbraio 2024, che dovrebbero essere immessi in servizio a metà dello stesso anno. |          |
| AgustaWestland AW139      | Italia           | elicotteri da addestramento     | AW139                           | 2                  | 3 AW139 con compiti addestrativi ordinati con un leasing nel 2020, con il primo esemplare consegnato il 12 maggio 2021 ed il secondo il 19 luglio dello stesso anno. Ulteriori 2 esemplari ordinati il 1 marzo 2023. |          |

### Aeromobili ritirati
- NHIndustries NH90 TTH - 40 esemplari (2010-2023)[23][24][25]
- Sikorsky S-70A-9 Blackhawk - 39 esemplari (1989-2021)[26][27][28][12]
- Boeing CH-47D Chinook - 8 esemplari (?-?)[7]
- Boeing CH-47C Chinook - 12 esemplari (?-?)[7]
- Bell 429 - 4 esemplari (2012-2018)[20]
- AgustaWestland AW109E - 3 esemplari (2007-2012)[20]

## Galleria d'immagini

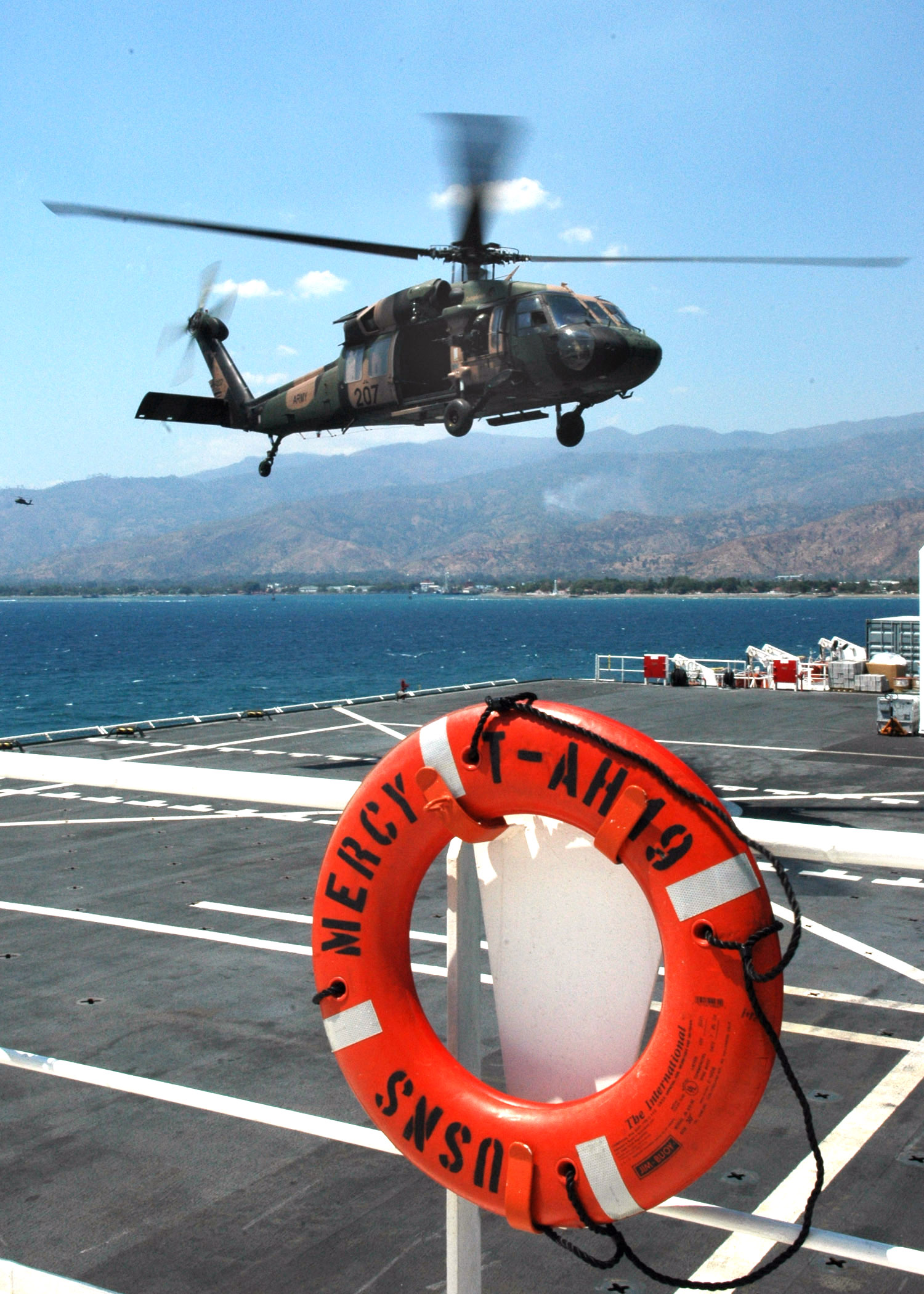
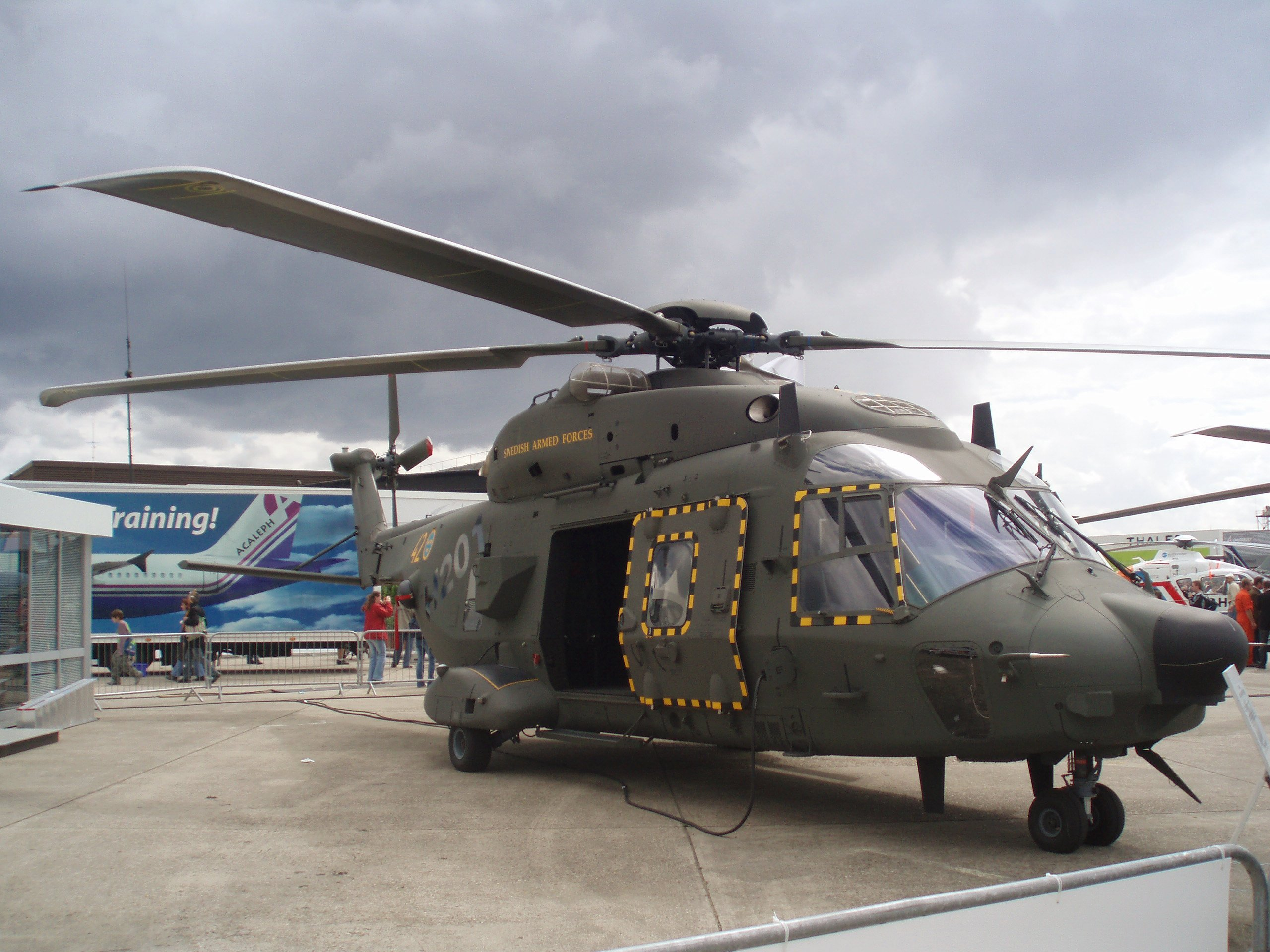
Un MRH 90 nel 2005 ad un air show in Australia